# Jeffrey Sachs
Jeffrey David Sachs (* 5. listopadu 1954, Detroit, USA) je americký ekonom. Intenzivně se věnuje tématům hospodářského růstu, udržitelnosti životního prostředí, oddlužení rozvojových zemí, redukce chudoby či globalizace. Sachs se zviditelnil jako poradce vlád po celém světě v ekonomických otázkách. Je ředitelem Earth Institute při Kolumbijské univerzitě v New Yorku a speciálním poradcem generálního tajemníka OSN Antónia Guterrese ohledně Rozvojových cílů tisíciletí (stejnou funkci zastával i u dřívějšího generálního tajemníka Kofiho Annana).
Je autorem mnohých článků a knih. K jeho nejznámějším knihám patří tituly The End of Poverty: Economic Possibilities for Our Time a Common Wealth: Economics for a Crowded Planet. Oba tituly se objevují na listu bestsellerů deníku The New York Times.

## Vzdělání
Sachs studoval na Harvard College, kde získal titul M.A. a Ph.D. v oboru ekonomie. Ve věku 29 let na Harvardu získal titul profesora. Na Harvardu působil až do r. 2002. V současné době vede ústav Earth Institute při Kolumbijské univerzitě.

## Hospodářské reformy
Sachs se spolupodílel na ekonomických reformách v Bolívii, Polsku nebo Ruské federaci. Sachsovým reformní plánům se přezdívalo "šoková terapie". Byl také zvláštním poradcem generálního tajemníka OSN – Pan Ki-muna a ještě dříve Kofiho Annana pro rozvojové cíle tisíciletí.

### Bolívie
V r. 1985 trpěla Bolívie hyperinflací a nebyla schopna splatit svůj dluh vůči Mezinárodnímu měnovému fondu (MMF). Sachs se ujal pozice hospodářského poradce bolivijské vlády a předložil vládě rozsáhlý plán hospodářských reforem s cílem srazit inflaci a vést bolivijskou ekonomiku cestou tržní liberalizace. Mezi opatření patřily rušení vládních dotací a obchodních kvót, ukotvení bolivijské měny k dolaru. Po implementaci Sachsových reforem spadla inflace z 20 000 % za rok na 11 %. Kritici ovšem soudí, že reformy způsobily růst nezaměstnanosti, pokles průmyslové výroby a hospodářský pokles.

### Východní Evropa

#### Polsko
Další érou jeho života bylo poradenství v postkomunistických ekonomikách. V r. 1990 se polská vláda formou šokové terapie snažila vymanit z kolabujícího komunistického hospodářského režimu. Sachs a David Lipton (dříve ekonom MMF) radili polské vládě rychlý přechod k tržní ekonomice. Sachs a Lipton radili uvést tržní mechanismy ještě před rozsáhlou privatizací státního majetku. Jak se ukázalo, tak jednotlivé státní podniky dokázaly efektivně operovat v tržním prostředí, pokud jim bylo umožněno fungovat dle tržních sil. Dále byl také zaveden stabilizační fond pro polský Złoty ve výši jedné miliardy USD, prostředky z něj ovšem nemusely být čerpány. Reformy v Polsku byly úspěšné a ovšem zlotý si nedokázal udržet stabilní kurz (změna nastala až do vstupu Polska do EU).
Po ekonomických reformách v Polsku byl Sachs také poradcem v Jugoslávii a následně v Rusku, kde se mu opět nepodařilo uspět, tak jak si představoval. Jako důvody svého neúspěchu označil nedostatečné nasazení, nedostatečné pochopení místního obyvatelstva a systémové chybné kalkulace.

#### Rusko
Na základě polského úspěchu byl pozván nejprve sovětským prezidentem Michailem Gorbačovem a poté ruským prezidentem Borisem Jelcinem k asistenci v přechodu na tržní hospodářství. V letech 1991–1993 působil jako poradce premiéra Jegora Gajdara a ministra financí Borise Fedorova pro makroekonomické politiky. Roku 1991 angažovala ruská vláda ekonomy z Harvardu jako poradce pro transformační reformy. Sachs byl tedy také přizván, ale během dvou let se mu nepodařilo prosadit žádné významnější reformy. Sachs například neúspěšně usiloval o založení stabilizačního fondu pro stávající měnu ve výši 5 miliard USD. Anatolij Čubajs založil 31. 7. 1992, tedy krátce poté, kdy se stal místopředsedou ruské vlády, speciální odbor ("Отдел технической помощи и экспертизы"). V něm pracovali jako vedoucí další američtí odborníci: harvardský profesor Andrei Shleifer (spolu se Sachsem a Larry Summersem jeden ze tří „zázračných chlapců“) a čerstvý absolvent téže školy Jonathan Hay. Oba byli v roce 2005 v USA odsouzeni za nezákonné podnikání k vysokým peněžním trestům. (Větší část platila Harvardova univerzita.) Sachsovy metody pro stabilizaci ekonomik staly se známé jako šoková terapie a byly podobné úspěšným přístupům používaným v Německu po dvou světových válkách. Když se Rusko na počátku 90. let po přijetí jeho tržní šokové terapie propadlo do chudoby, některá západní média ho nazvala chladným neoliberálem a neschopným ekonomem.
V letech 1991–1993 pomáhal s hospodářskou transformací ve Slovinsku, Estonsku a v Mongolsku. Tyto transformace také nelze označit jako úspěšné.

### Afrika
Po svém působení v postkomunistických zemích se Sachs obrátil ke globálním otázkám ekonomického rozvoje, zmírňování chudoby, zdravotní politiky a politiky pomoci a udržitelnosti životního prostředí. Rozsáhle psal o změně klimatu, kontrole nemocí a globalizaci. Od roku 1995 se věnuje úsilí o zmírnění chudoby v Africe. V letech 2000–2001 spolupracoval s generálním tajemníkem OSN Kofim Annanem na návrhu a spuštění Globálního fondu pro boj s AIDS, tuberkulózou a malárií. Také spolupracoval s vysokými představiteli administrativy George W. Bushe na vývoji programu PEPFAR pro boj s HIV/AIDS a PMI pro boj s malárií. Jménem Annana předsedal v letech 2002 až 2006 projektu OSN Millenium development goals (Rozvojové cíle tisíciletí).
Sachs úzce spolupracuje s Islámskou rozvojovou bankou na rozšíření programů integrovaného rozvoje venkova a udržitelného zemědělství mezi členskými zeměmi banky.

### Řecko
Během řecké vládní dluhové krize v červenci 2015 Sachs, Heiner Flassbeck, Thomas Piketty, Dani Rodrik a Simon Wren-Lewis zveřejnili otevřený dopis německé kancléřce Angele Merkelové týkající se řeckého dluhu. V dopise žádají o zaplacení dluhu a za jeho příčinu označují EU.

### Sýrie
V dubnu 2018 podpořil názor prezidenta Donalda Trumpa, aby USA opustily Sýrii.

### Venezuela
Roku 2019 napsal zprávu s Markem Weisbrotem. Obsah zprávy zmiňoval, že 31% nárůst počtu úmrtí mezi lety 2017 a 2018 byl způsoben sankcemi uvalenými na Venezuelu v roce 2017 a že v důsledku toho mohlo ve Venezuele zemřít 40 000 lidí. Zpráva uvádí: „Sankce připravují Venezuelany o život zachraňující léky, lékařské vybavení, potraviny a další nezbytné dovozy.“ Ovšem jeho kolega Weisbrot uvedl, že „nemohl dokázat, že tato nadměrná úmrtí byla výsledkem sankcí, ale řekl, že zvýšení probíhalo souběžně s uložením opatření a doprovodným poklesem produkce ropy ze země“.

## Kritika
Sachs soustavně kritizuje Mezinárodní měnový fond (MMF) a jeho politiku po celém světě a obviňuje mezinárodní bankéře z toho, co říká, že je vzorem neúčinných investičních strategií. Zároveň je často kritizován, zejména keynesiánci a sociálními demokraty, kteří jeho myšlenky považují za utopické a jen zvyšující světovou chudobu na úkor zbohatnutí vyvolených. 
Vzhledem k Číně podporuje "demontáž americké hegemonie" a otevřené vztahy vůči Číně. Odmítá označení "genocida" pro politiku čínské vlády vůči ujgurské menšině jako přehnané. Kritici poukázali na jeho práci pro firmu Huawei a tvrzení, že virus SARS nCOV-19 rozhodně neunikl z čínské laboratoře ve Wuhanu, ale spíše z laboratoře v USA.
Sachsova účast v mírových výzvách, jeho apel na vyjednávání a odstoupení od ukrajinských "maximalistických požadavků," případně na omezení dodávek zbraní Ukrajině, za což se postavil jak v ruské televizi tak v evropském tisku, jsou kritizovány pro ignoranci historických souvislostí a neporozumění současné ruské ideologii.

## Osobní život
Jeffrey Sachs je ženatý se Soniou Ehrlich Sachsovou, která je dětskou lékařkou v New Yorku. Mají tři děti, Lisu, Hannah a Adama.

## Publikace
Knihy
- The End of Poverty: Economic Possibilities for Our Time, 2005, Penguin Group USA
- Common Wealth: Economics for a Crowded Planet, 2008, Penguin Group USA

Články
- Geography, demography and economic growth in Africa, 1998, online
- The economic burden of malaria, 2001, online[nedostupný zdroj]
- Natural resource abundance and economic growth, 1995, online

Sachsovy eseje se pravidelně objevují na stránkách project-syndicate.org online